# Carlos Iniesta Cano
Carlos Iniesta Cano (Madrid, 13 de mayo de 1908-Madrid, 6 de agosto de 1990) fue un militar español, teniente general del Ejército y director general de la Guardia Civil durante el tardofranquismo.

## Biografía
Nació el 13 de mayo de 1908 en Madrid. Ingresó a los 15 años de edad en la Academia de Infantería de Toledo, logrando el grado de alférez de infantería en 1926. Sirvió durante 8 años en el Protectorado Español de Marruecos en el Grupo de Fuerzas Regulares Indígenas de Tetuán n.º 1.  

### Guerra Civil
Al iniciarse la guerra civil española, con el grado de teniente, solicitó el ingreso en la Legión, sirviendo en la cuarta bandera que formaba parte de la 13.ª División —también conocida como «la Mano Negra»— participando en el avance sobre Madrid y también en los combates de la Ciudad Universitaria. Destacó en varias ocasiones obteniendo varias condecoraciones y alcanzando el grado de comandante. Durante la contienda fue hecho prisionero en una ocasión pero logró escapar.

### Durante el gobierno de Francisco Franco
En 1946 obtuvo el diploma de oficial de Servicio de Estado Mayor. Entre 1949 y 1955 estuvo destinado en la embajada española en Washington. Ascendió a coronel en 1959. Entre 1964 y 1967 fue director de la Academia General Militar de Zaragoza. Posteriormente ejerció de gobernador militar de Huesca y gobernador militar de Madrid, donde destacó por su tenaz oposición a los movimientos estudiantiles contrarios al gobierno del general Franco. 
En julio de 1970 fue nombrado embajador de España en Argelia, cesando en 1972. Ascendido a teniente general y nombrado director general de la Guardia Civil, desempeñó este último cargo entre enero de 1972 y el 13 de mayo de 1974. En la reserva desde 1978, falleció en 1990 a consecuencia de una embolia pulmonar tras padecer un enfisema pulmonar y problemas circulatorios.
Fue presidente de la Hermandad de Antiguos Caballeros Legionarios. Consejero nacional del Movimiento y miembro de la Confederación Nacional de Excombatientes, es considerado como un destacado miembro de la parte militar del sector inmovilista del régimen durante el tardofranquismo, el llamado búnker.
Procurador de las Cortes franquistas entre 1967 y 1977, fue uno de los 59 procuradores que el 18 de noviembre de 1976, una vez muerto el dictador, votaron en contra de la Ley para la Reforma Política que derogaba los Principios Fundamentales del Movimiento.

## Escritos
- Memorias y recuerdos, Editorial Planeta, Barcelona  1984.

## Reconocimientos
- Gran Cruz de la Real y Militar orden de San Hermenegildo (1964)[8]
- Gran Cruz (con distintivo blanco) de la Orden del Mérito Militar (1966)[9]
- Gran Cruz de la Orden de Cisneros (1969)[10]
- Gran Cruz de la Orden del Mérito Civil (1972)[11]
- Gran Cruz (con distintivo blanco) de la Orden del Mérito Aeronáutico (1972)[12]
- Gran Cruz de la Orden Imperial del Yugo y las Flechas (1974)[13]